# ويلسون (نيويورك)
ويلسون (بالإنجليزية: Wilson, New York)‏ هي منطقة سكنية تقع في الولايات المتحدة في مقاطعة نياغرا، نيويورك.  يقدر عدد سكانها بـ 1,264 نسمة ومساحتها 133.3 كم2  وترتفع عن سطح البحر 105 متر.